# Ха Сън Джин
Ха Сън Джин (на корейски: 하승진) е южнокорейски баскетболист, играещ като център. Той е единственият представител на страната си, играл в НБА, като между 2004 и 2006 г. защитава цветовете на Портланд Трейл Блейзърс.

## Клубна кариера
Ха е гимназиален шампион в състава на гимназията Самил. Между 2003 и 2004 г. играе в университета Йонсей. През 2004 г. участва в драфта на НБА, където е избран от Портланд Трейл Блейзърс. За кратко играе в Портланд Рейгн във възстановената Американска баскетболна асоциация. Присъединява се към Трейл Блейзърс в средата на сезон 2004/05, като записва 19 мача (5.5 минути средно на мач).
През 2006 г. е даден в сателитния тим Форт Уърт Флайърс в Д-лигата, като играе 5 мача. Въпреки това не успява да впечатли с изявите си. След като центровете на Портланд Тео Ратлиф и Жоел Прзибила се контузват Ха се завръща в Трейл Блейзърс. Записва общо 27 двубоя със 7.9 минути средно на мач.
На 31 юли 2006 г. е обменен в Милуоки Бъкс, но преди началото на сезона е освободен. Играе един сезон в тима на Анахайм Арсенал.
През 2008 г. се завръща в Южна Корея и подписва с Джеонджу КСС Егис. През сезон 2008/09 печели приза за най-добър новобранец в лигата. През 2009 и 2011 г. става шампион на страната. През 2010, 2011 и 2016 г. е включен в идеалната петица на Корейската баскетболна лига, а през 2011 г. е „най-ценен играч“ на плейофите. Играе за отбора до 2019 г.

## Национален отбор
Ха е бронзов медалист от шампионатите на Азия през 2007 и 2011 г. Участва и на Азиатските игри през 2010 г.

## Като коментатор
През 2020 г. става баскетболен коментатор в канала Кей Би ЕС ЕН Спортс основно на мачовете от женското първенство на Южна Корея. Освен това е гост-коментатор от мачовете на Олимпийските игри в Токио.